# Tumba (Rwanda)
Pour les articles homonymes, voir Tumba.
Tumba est une ville et un secteur du district de Rulindo, dans la province du Nord, au Rwanda.